# Stanisław Bes
Stanisław Bes (ur. 8 maja 1912 w Postołowie, zm. 1 października 1964 w Zabrzu) – porucznik piechoty Wojska Polskiego.

## Życiorys
Urodził się 8 maja 1912 w Postołowie jako syn Romana (ur. 1888, nauczyciel) i Olgi z domu Rohatyn. Jego młodszymi braćmi byli Władysław Bes (ur. 1914) i Zbigniew. 
Do roku szkolnego 1926/1927 uczył się w V klasie w Państwowym Gimnazjum im. Królowej Zofii w Sanoku. Był uczniem Korpusu Kadetów Nr 1 we Lwowie, gdzie zdał maturę w 1932. Od 1932 do 1934 był słuchaczem Szkole Podchorążych Piechoty w Ostrowie Mazowieckiej. W Wojsku Polskim został mianowany na stopień podporucznika piechoty ze starszeństwem z dniem 15 sierpnia 1934 w korpusie oficerów piechoty. Otrzymał przydział do 2 pułku Strzelców Podhalańskich, stacjonującego w rodzinnym Sanoku, obejmując stanowisko dowódcy plutonu. Został awansowany na stopień porucznika piechoty z 19 marca 1938. W tym stopniu służył w 2 pspodh. od 1938 do 1939 jako dowódca plutonu 3 kompanii w I batalionie. 30 sierpnia 1939 w Sanoku zawarł związek małżeński z Ireną Stepek (ur. 1916).
Po wybuchu II wojny światowej 1939 w okresie kampanii wrześniowej był dowódcą 4 kompanii przeciwpancernej macierzystego pułku, biorącego udział w walkach w składzie 22 Dywizji Piechoty Górskiej w ramach Armii „Kraków”. Podczas wygranych walk obronnych o przyczółki na rzece Nida w okolicach wsi Jurków jego kompania dokonała zniszczenia kilkunastu pojazdów pancernych Niemców. Następnie brał udział w walkach na Lubelszczyźnie. Po kapitulacji dostał się do niewoli niemieckiej i od 1940 był osadzony w niemieckim obozie jenieckim Oflag II C Woldenberg (wraz z nim brat Władysław). Bracia Besowie byli czynnymi aktywistami obozowej konspiracji. Obaj wraz z innymi jeńcami latem 1941 budował podkop celem ucieczki z obozu oraz byli w grupie kilkudziesięciu jeńców, którzy w tajności zdobywali materiał drzewny. 8 maja 1942 Stanisław Bes wraz trzema jeńcami uciekł z obozu, wychodząc po apelu w cywilnym ubraniu z grupą szeregowych idących do robót zewnętrznych. Po zauważeniu w okolicach Wronek obławy żandarmów zaalarmowanych przez volksdeutschów Stanisław Bes samodzielnie skierował tropiących na siebie, po czym został schwytany, pobity, a następnie doprowadzony z powrotem do obozu Woldenberg i skazany na karę aresztu. Dzięki jego zachowaniu pozostali trzej uciekinierzy, ppor. Bernard Drzyzga, ppor. mar. Mieczysław Uniejewski i kpr. Brożek, skutecznie uniknęli schwytania i przedostali się do Warszawy (dwaj pierwsi działali następnie w Armii Krajowej). U kresu wojny w lutym 1945 został oswobodzony z Woldenbergu wraz z innymi tam przetrzymywanymi. 
Po wojnie był pracownikiem Mostostal w Zabrzu i kierownikiem inwestycji Zakładu Remontowo-Budowlanego Bytomskiego Zjednoczenia Przemysłu Węglowego (BZPW) w Bytomiu. Zmarł nagle 1 października 1964 w Zabrzu.

## Odznaczenia
- Krzyż Srebrny Orderu Virtuti Militari – pośmiertnie (13 kwietnia 1967 zatwierdzony przez Ministerstwo Obrony Narodowej, pierwotnie na wniosek o odznaczenie bojowe dla uczestników ucieczek z obozu II C, przedłożony przez Najstarszego Obozu II C Woldenberg, płk. Wacława Szalewicza, do zatwierdzenia gen. Juliuszowi Rómmlowi)[12]